# 삼기에너지솔루션즈
주식회사 삼기에너지솔루션즈는 대한민국의 2차전지 부품 기업이다.
배터리 업체들을 고객사로 두고 있으며 LG에너지솔루션의 ESS 핵심 부품 공급사로 2025년 4월 약 300억원 규모의 BMS 케이블 계약, 6월 FFC 케이블 공급 계약을 연달아 체결한 바 있다.

## 역사 및 현황
2020년 10월 물적분할을 통해 설립되었다.

## 사업장 현황
- 본사: 충청남도 서산시 무장산업로 263-29 (지곡면)
- 평택공장: 경기도 평택시 평택항로268번길 147 (포승읍)
- 수원공장: 경기도 수원시 권선구 서부로 1433-20
- 연구소: 경기도 성남시 분당구 판교공원로1길 7, 에이케이타워 3층

## 내용주
1. ↑  
이차전지 등 다양한 미래에너지 산업에 적용되는 토탈 솔루션 기업으로 변화